# Nascita di Venere
La Nascita di Venere è un dipinto a tempera su tela di lino 172,5 × 278,5 cm di Sandro Botticelli. Realizzata per la villa medicea di Castello, l'opera è attualmente conservata nella Galleria degli Uffizi a Firenze.
Opera iconica del Rinascimento italiano, spesso assunta come simbolo della stessa Firenze e della sua arte, faceva forse anticamente collegamento con l'altrettanto celebre Primavera sempre di Botticelli, con cui condivide la provenienza storica, il formato e alcuni riferimenti filosofici. Rappresenta una delle creazioni più elevate dell'estetica del pittore fiorentino, oltre che un ideale universale di bellezza femminile.
La Nascita di Venere è da sempre considerata l'idea perfetta di bellezza femminile nell'arte, così come il David è considerato il canone di bellezza maschile. Poiché entrambe le opere sono conservate a Firenze, i fiorentini si vantano di possedere i canoni delle bellezze artistiche all'interno delle mura cittadine.

## Storia

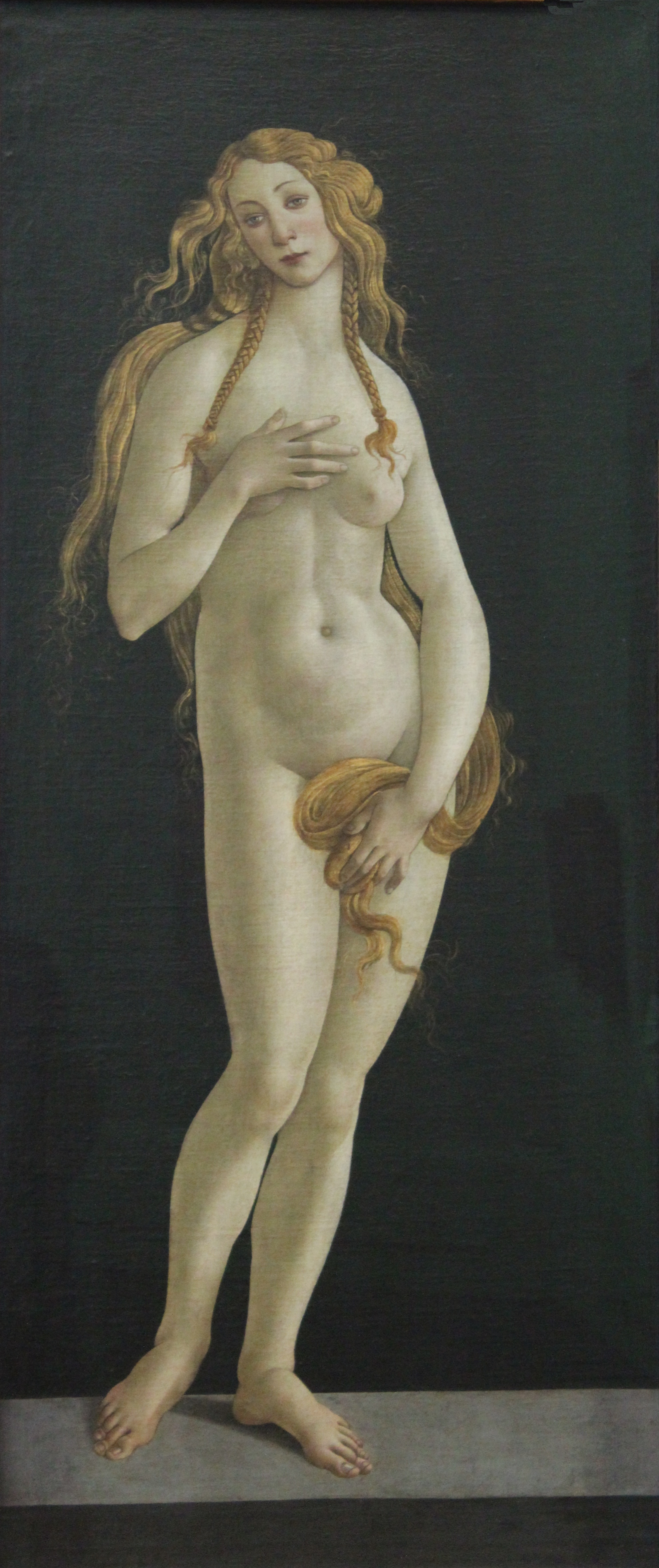
Botticelli, Venere, Gemäldegalerie Berlin

Moneta da 10 centesimi italiana, raffigurante la Venere.

La ricostruzione storica delle vicende legate alla Nascita di Venere, ricostruite da Horne nel 1908, ha molte analogie con quella della Primavera.
Vasari, nel 1550, citò il dipinto assieme alla Primavera nella villa di Castello, che all'epoca di Botticelli era di proprietà dei fratelli Giovanni e Lorenzo de' Medici "Popolani", cugini più giovani di Lorenzo il Magnifico. Ciò ha fatto spesso supporre che il committente fosse Lorenzo il Popolano, che si era fatto dipingere la Primavera, e che i due dipinti facessero parte di un medesimo ciclo mitologico di cui faceva parte anche la Pallade e il centauro, sempre agli Uffizi, e Venere e Marte nella National Gallery di Londra. In realtà nessuna opera in cui sia riconoscibile la nascita di Venere è elencata negli inventari della villa del 1498, 1503 e 1516, per cui venne sicuramente lì trasportata in un secondo momento prima della visita di Vasari. Al tempo del riferimento vasariano l'edificio era di proprietà di Cosimo I de' Medici, che aveva sì potuto ereditare il dipinto dai suoi antenati del ramo "Popolano", ma anche averlo acquistato per conto personale o averlo sottratto durante una confisca di stato. La prima menzione in un inventario della villa risale al 1598.
La Nascita di Venere è in genere considerata opera anteriore alla Primavera. Secondo alcuni entrambe le opere risalgono a un periodo vicino, dopo il ritorno del pittore da Roma per affrescare alcune scene nella cappella Sistina (1482) o immediatamente prima del viaggio (1478 per Crowe e Cavalcaselle). Secondo altri la Primavera sarebbe stata dipinta prima e la Nascita di Venere dopo il viaggio. La Yashiro indicò il 1487, Salvini il 1484; la critica moderna propende oggi invece per il 1486.
Esistono alcune repliche di bottega del soggetto, databili entro la fine del secolo. Di queste repliche ne sono sopravvissute tre: una conservata alla Gemäldegalerie di Berlino, un'altra alla Galleria Sabauda di Torino e la terza che si trova in una collezione privata a Ginevra.
Nel corso dei secoli questo dipinto è diventato una delle icone della cultura italiana universalmente conosciute. Anche grazie a questo, un particolare della Nascita di Venere (il volto della dea) è utilizzato nella moneta euro italiana del valore di dieci centesimi.

## Descrizione

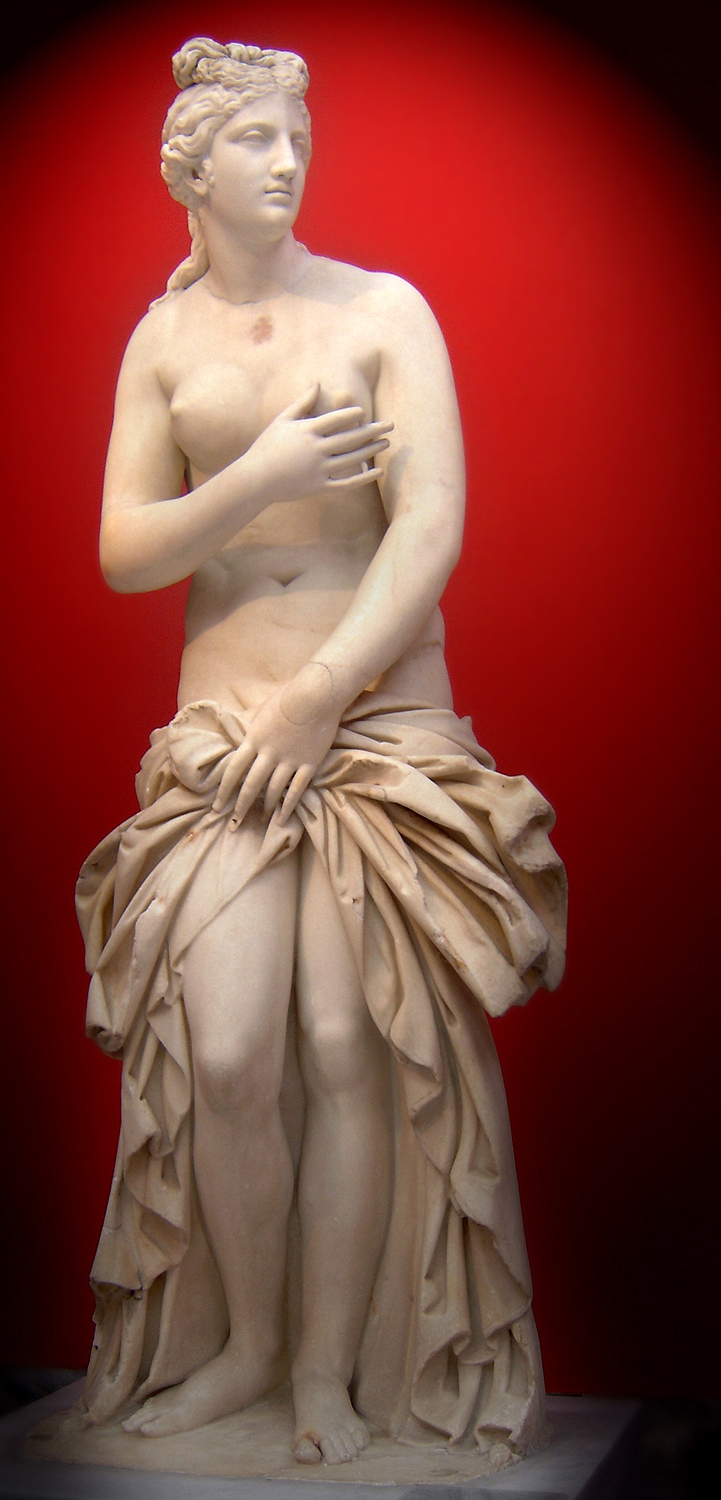
Venus pudica, Museo archeologico nazionale, Atene

La fonte del mito fu quasi sicuramente una delle Stanze del Poliziano, a sua volta ispirata a Ovidio, alla Teogonia di Esiodo, al De rerum natura di Lucrezio e a un inno omerico. Contrariamente al titolo con cui l'opera è nota, essa non raffigura la nascita della dea, ma il suo approdo sull'isola di Cipro.
Venere avanza leggera fluttuando su una conchiglia lungo la superficie del mare increspata dalle onde, in tutta la sua grazia e ineguagliabile bellezza, nuda e distante come una splendida statua antica. Viene sospinta e riscaldata dal soffio di Zefiro, il vento fecondatore, abbracciato a un personaggio femminile con cui simboleggia la fisicità dell'atto d'amore, che muove Venere col vento della passione. Forse la figura femminile è la ninfa Clori, forse il vento Aura o Bora.
Sulla riva una fanciulla, una delle Ore che presiede al mutare delle stagioni, in particolare la Primavera, porge alla dea un magnifico manto rosa ricamato di fiori per proteggerla (mirti, primule e rose). Essa rappresenta la casta ancella di Venere e ha un vestito setoso riccamente decorato con fiori e ghirlande di rose e fiordalisi, i fiori che la dea Flora trovò vicino al corpo dell'amato Cyanus.
La posa della dea, con l'equilibrato bilanciamento del "contrapposto", deriva dal modello classico della Venus pudica (cioè che si copre con le braccia il seno e il basso ventre) e Anadiomene (cioè "emergente" o nascente dalla spuma marina), di cui i Medici possedevano una statua classica fin dal 1375 citata da Benvenuto Rambaldi (non si tratta però della celebre Venere de' Medici, giunta in città solo nel 1677). Il volto pare che si ispirasse alle fattezze di Simonetta Vespucci, la donna dalla breve esistenza (morì a soli 23 anni) e dalla bellezza "senza paragoni" cantata da artisti e da poeti fiorentini, mentre lo sfondo sembrerebbe ispirarsi al Golfo dei Poeti dove il pittore avrebbe conosciuto la sua musa ispiratrice.

### Interpretazione

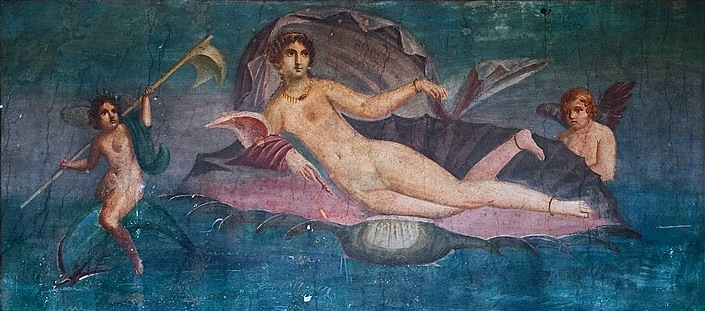
Venere nascente in un affresco di Pompei

L'opera nasconde un'allegoria neoplatonica basata sul concetto di amore come energia vivificatrice, come forza motrice della natura.
Sicuramente la nudità della dea non rappresentava per i contemporanei una pagana esaltazione della bellezza femminile, piuttosto il concetto di Humanitas, intesa come bellezza spirituale che rappresenta la purezza, la semplicità e la nobiltà dell'anima. Non a caso è stato fatto un parallelismo tra Venere e l'anima cristiana, che nasce dalle acque del battesimo. Sarebbe dunque un'allegoria dell'amore inteso come forza motrice della Natura e la figura della dea e la posa di Venus pudica (ossia mentre copre la sua nudità con le mani ed i lunghi capelli rossi) rappresenterebbe la personificazione della Venere celeste, simbolo di purezza, semplicità e bellezza disadorna dell'anima.
Un'altra interpretazione associa il quadro alla necessità di rappresentare la nascita di una Medici appena nata: Maria Margherita.
Tra le varie interpretazioni recenti, sta emergendo l'idea che la rappresentazione sia interpretabile attraverso canoni cristiani con evidenti contaminazioni neoplatoniche derivate dall'influente accademia fiorentina, che rimanderebbero a un pensiero di matrice geografica, che a sua volta si collega agli avvenimenti preparatori della scoperta-disvelamento del Nuovo Mondo. (Claudio Piani, Diego Baratono 2011, Ilaria Sabbatini 2013, Sandra Marraghini 2015).
Questo era del resto uno dei concetti fondamentali dell'umanesimo neoplatonico, che ritorna sotto diversi aspetti anche negli altri dipinti a soggetto mitologico realizzati dal Botticelli all'incirca nello stesso periodo.
Anche Giulio Carlo Argan evidenzia, tra i significati impliciti del dipinto, la corrispondenza fra il mito della nascita di Venere dall'acqua marina e l'idea cristiana della nascita dell'anima dall'acqua del battesimo. La nudità di Venere significa semplicità, bellezza, purezza: è un bello spirituale. La natura è espressa nei suoi elementi (acqua, aria, terra); simbolica è anche la conchiglia. Il ritmo che permea l'opera è governato dal dèmone platonico, il furor che Marsilio Ficino chiamava malinconicus, in quanto generato dall'aspirazione a qualcosa che non si ha o dalla nostalgia di qualcosa che si è perduto.

## Tecnica

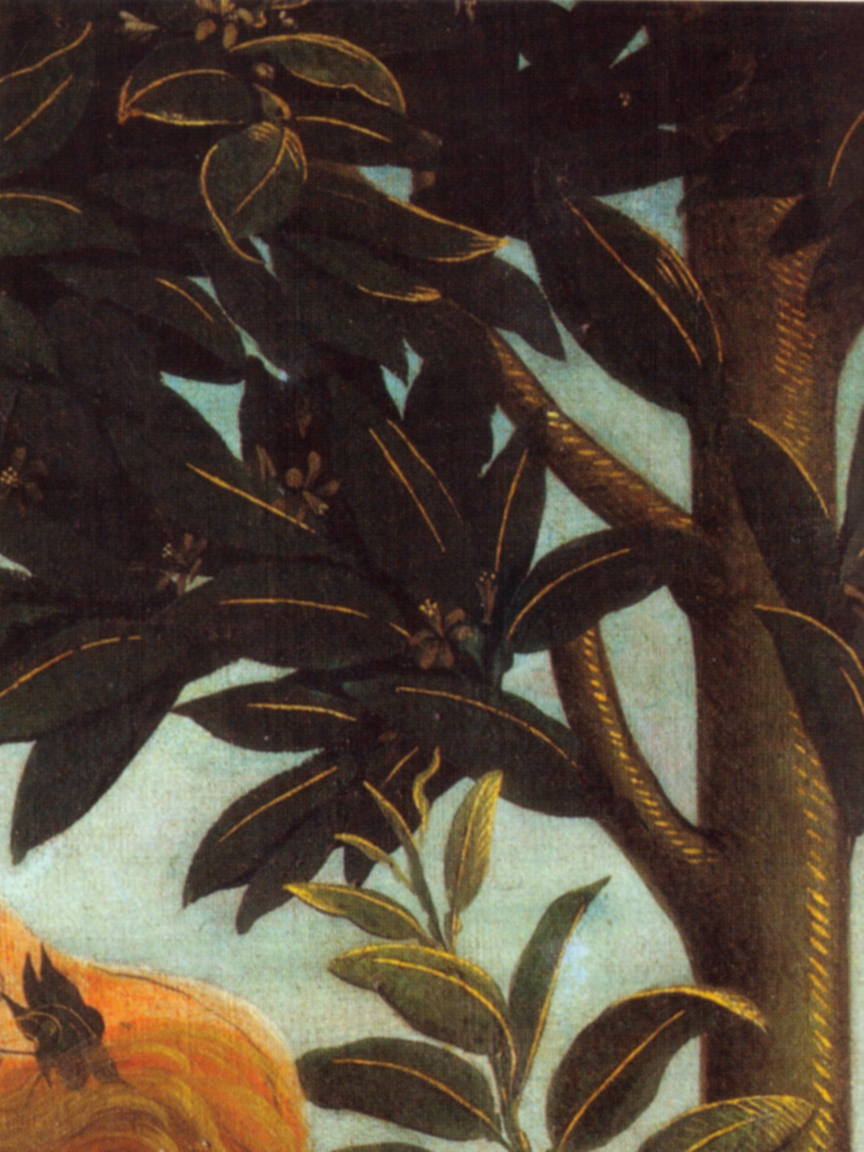
Lumeggiature nella vegetazione

Botticelli usò per quest'opera il supporto della tela, estremamente insolito nella Firenze del Quattrocento. Due teli di lino vennero cuciti tra loro e in seguito venne aggiunta un'imprimitura a base di gesso tinto con un po' di blu, in modo da dare il particolare tono azzurrato a tutto il dipinto.
La pittura usa la tecnica della tempera magra, cioè dei colori sciolti in colle animali e vegetali come leganti, che diede una straordinaria luminosità avvicinandosi alla resa dell'affresco. Abbondante è l'uso dell'oro per le lumeggiature, steso essenzialmente con due tecniche: a "pennello", come nei capelli di Venere, e a "missione", cioè con l'aggiunta di mordente, sui tronchi e sulle foglie.

## Stile
Nell'opera sono leggibili alcune caratteristiche stilistiche tipiche dell'arte di Botticelli, come ad esempio la ricerca di una bellezza e di un'armonia ideale che porta a una rappresentazione inesatta dell'anatomia della Venere; un esempio evidente n'è il suo lungo collo. Sacrificare anatomia in cambio di bellezza e armonia sarà, infatti, un concetto basilare dell'Umanesimo.

### Composizione
La composizione è estremamente bilanciata e simmetrica: il soffio vitale offerto dai due venti e la ninfa sono i due lati ideali di un triangolo al vertice del quale si pone Venere, che diviene quindi l'elemento mediano dell'intera scena. Ciò può anche sottintendere la necessità di equilibrio nell'esperienza amorosa, tra passione fisica e purezza spirituale, tra esaltazione dei sensi e elevazione dell'animo. Le figure ai lati di Venere compiono infatti azioni contrapposte, ma equilibrate nell'insieme.
Botticelli, seguendo probabilmente le istruzioni del De pictura di Leon Battista Alberti, limitò il numero delle figure e rese autonomi tutti gli elementi della composizione, quasi come semplicemente giustapposti.

### Disegno e linee

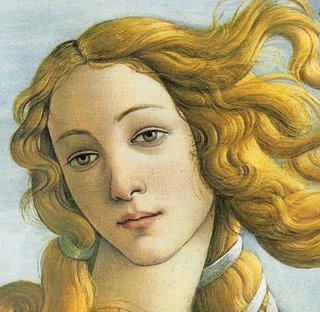
Dettaglio

Il disegno è armonico, delicato; le linee sono elegantissime e creano, nelle onde appena increspate, nel gonfiarsi delle vesti, nel fluire armonico dei capelli della dea e nello stesso profilo della spiaggia, dei giochi decorativi sinuosi e aggraziati. Innegabile è la ricerca di bellezza ideale e armonia, che si attua nel ricorso in via preferenziale al disegno e alla linea di contorno (derivato dall'esempio di Filippo Lippi). Le forme sono nette, raffinatissime e trovano la loro sublimazione nel nudo statuario della dea, in cui le qualità morali e spirituali, secondo la dottrina neoplatonica, coincidono con la sua bellezza fisica. Tipica dell'artista è la vena leggermente malinconica, ma serena, che serpeggia negli sguardi.

### Spazialità
La spazialità sostanzialmente è piatta o comunque poco accennata e dimostra l'allora nascente crisi degli ideali prospettici e razionali del primo Quattrocento, che ebbe il suo culmine in epoca savonaroliana (1492-1498) ed ebbe radicali sviluppi nell'arte del XVI secolo.

### Volume e colore
In ogni caso l'attenzione al disegno non si risolve mai in effetti puramente decorativi, ma mantiene un riguardo verso la volumetria e la resa veritiera dei vari materiali, soprattutto nelle leggerissime vesti. Il colore chiaro e nitido, derivato dalla particolare tecnica, intride di luce le figure, facendone risaltare la purezza penetrante della bellezza.
La forte plasticità dei singoli corpi bilancia gli appiattimenti dello sfondo e dei giochi lineari, generando anche un'originale rappresentazione del movimento: a ben guardare esso nasce infatti dalle linee, mentre le figure sembrano magicamente ferme e sospese. L'apparente distacco dalla sfera dei sensi unito a un'intesa emozione intellettuale sta alla base di alcune delle ragioni del fascino dell'opera.